# ليني مور
ليني مور (بالإنجليزية: Lenny Moore)‏ هو لاعب كرة قدم أمريكية ومقدم تلفزيوني أمريكي، ولد في 25 نوفمبر 1933 في ريدينغ في الولايات المتحدة.

## وصلات خارجية
- ليني مور على موقع مرجع كرة القدم المحترفة.كوم (الإنجليزية)
- ليني مور على موقع كلية كرة القدم في سبورتس رفرنس.كوم (الإنجليزية)